# Arthur B. Ford
Arthur Barnes Ford (* 4. September 1932 in Seattle, Washington) ist ein US-amerikanischer Geologe und Polarforscher. Ford leitete in den 1960er und 1970er Jahren mehrere Mannschaften des United States Geological Survey (USGS), die geologische Erkundungen und geodätische Vermessungen in Antarktika unternahmen. Die Benennung einer Reihe geografischer Objekte in den untersuchten Gebieten geht auf Ford zurück.

## Leben
Ford kam als Sohn eines Bergbauingenieurs in Seattle zur Welt und wuchs im benachbarten Enumclaw auf. Nach Abschluss seines Studiums an der University of Washington nahm er 1958 eine Assistenzprofessur für Geologie an der San Diego State University an. 
Gemeinsam mit dem Kartografen Peter Frank Bermel leitete er von 1960 bis 1961 eine Mannschaft zur Erkundung der Thiel Mountains im Marie-Byrd-Land, im Jahr darauf in die Pensacola Mountains im Queen Elizabeth Land. Im Dezember 1961 fand sein Team den dritten in Antarktika entdeckten Meteoriten. Nach einem kurzen Engagement für den USGS in Alaska kehrte er von 1965 bis 1966 zurück in die Pensacola Mountains. Zwischen 1970 und 1971 unternahm er eine Forschungsreise an die Lassiter-Küste. Von 1972 bis 1973 nahm er auf der Glomar Challenger am Deep Sea Drilling Project teil. Von 1973 bis 1974 kehrte er erneut, wie dann nochmals zwischen 1978 und 1979, in die Pensacola Mountains zurück. Zwischen 1976 und 1977 war er Austauschwissenschaftler auf der sowjetischen Druschnaja-Station auf dem Filchner-Ronne-Schelfeis für Forschungsarbeiten in der Shackleton Range im Coatsland. Von 1986 bis 1987 gehörte er einer gemeinsamen Mannschaft des USGS und des British Antarctic Survey zur Erkundung der Black-Küste auf der Antarktischen Halbinsel an.
Im Jahr 1995 schied er beim USGS aus und hielt fortan Vorträge auf Kreuzfahrten in die Arktis und Antarktis. Im Jahr 2007 wurde er zum Präsidenten der Antarctican Society gewählt. Nach Ford ist das Ford-Massiv in den Thiel Mountains und der Ford-Piedmont-Gletscher im Queen Elizabeth Land benannt.